# Cyclopetta difficilis
Cyclopetta difficilis – gatunek widłonoga z rodziny Cyclopettidae. Nazwa naukowa tego gatunku skorupiaków została opublikowana w 1913 roku przez norweskiego hydrobiologa Georga Ossiana Sarsa.